# STS-50
STS-50は、アメリカ合衆国のスペースシャトルのミッションであり、スペースシャトル・コロンビアの12回目のミッションである。ハリケーンダービーの残した悪天候のため、エドワーズ空軍基地に着陸できず、コロンビアが初めてケネディ宇宙センターに着陸した。

## 乗組員
- 船長 - リチャード・リチャーズ（英語版） （3度目）
- 操縦手 - ケネス・バウアーソックス（初）
- ミッションスペシャリスト1 - ボニー・J・ダンバー （3度目）
- ミッションスペシャリスト2 - エレン・ベイカー （2度目）
- ミッションスペシャリスト3 - カール・ミード （2度目）
- ペイロードスペシャリスト1 - ローレンス・デルカス（英語版） （唯一）
- ペイロードスペシャリスト2 - ユージン・トリン（英語版） （唯一）

### バックアップ
- ペイロードスペシャリスト1 - ジョセフ・プラール（初）
- ペイロードスペシャリスト2 - アルバート・サッコ（初）

### 座席配置
| 座席 | 打上げ時 | 着陸時   | シート1-4はフライトデッキ、5-7はミッドデッキにある。 |
| S1   | Richards | Richards | シート1-4はフライトデッキ、5-7はミッドデッキにある。 |
| S2   | Bowersox | Bowersox | シート1-4はフライトデッキ、5-7はミッドデッキにある。 |
| S3   | Dunbar   | Meade    | シート1-4はフライトデッキ、5-7はミッドデッキにある。 |
| S4   | Baker    | Baker    | シート1-4はフライトデッキ、5-7はミッドデッキにある。 |
| S5   | Meade    | Dunbar   | シート1-4はフライトデッキ、5-7はミッドデッキにある。 |
| S6   | DeLucas  | DeLucas  | シート1-4はフライトデッキ、5-7はミッドデッキにある。 |
| S7   | Trinh    | Trinh    | シート1-4はフライトデッキ、5-7はミッドデッキにある。 |

## ミッションハイライト
スペースラブを用いた材料学、流体力学、生物工学の実験を主な目的としたミッションであった。初めて滞在延長型オービタが用いられ、滞在期間の延長が可能となった。
主要ペイロードは、加圧モジュールのU.S. Microgravity Laboratory-1 (USML-1)で、初めての宇宙飛行となった。USML-1は、様々な分野でアメリカ合衆国の無重力研究を進めるために計画された一連の飛行の最初のものである。行われた実験は、Crystal Growth Furnace (CGF)、Drop Physics Module (DPM)、Surface Tension Driven Convection Experiments (STDCE)、Zeolite Crystal Growth (ZCG)、Protein Crystal Growth (PCG)、Glovebox Facility (GBX)、Space Acceleration Measurement System (SAMS)、Generic Bioprocessing Apparatus (GBA)、Astroculture-1 (ASC)、Extended Duration Orbiter Medical Project (EDOMP)、Solid Surface Combustion Experiment (SSCE)である。
二次的な実験には、Investigations into Polymer Membrane Processing (IPMP)、Shuttle Amateur Radio Experiment II (SAREX II)、Ultraviolet Plume Instrument (UVPI)がある。

### 主な成果
- フリーダム宇宙ステーション運用の基礎を築く、アメリカ合衆国のための最初の微小重力実験室の飛行を完了
- 流体力学、結晶成長、燃焼科学、生物科学、技術実証の5つの分野で31の微小重力実験を完了
- Crystal Growth Furnace、Drop Physics Module、Surface Tension Driven Convection Experiment等、いくつかの新しい共用微小重力実験施設を設置
- 成果を最大化するための宇宙飛行士と地上の科学者の相互運用の効率性を実証
- スペースシャトル計画で最長期間のタンパク質結晶成長を達成
- 成長過程の顕微鏡的観察に基づいて化学組成を変化させた反復結晶成長実験を実施
- 滞在延長型オービタの初めての利用と最長のスペースシャトル計画（13日19時間30分）の完了
- 多くの実験で使える新しいGlovebox Facilityの多機能性の実証

スペースシャトルの歴史上で最も長期間の飛行となり、コロンビアは、ほぼ14日間宇宙に滞在して、微小重力実験で集めたデータや検体とともに地球に帰還した。このミッションでは、アメリカ合衆国の初めての微小重力実験研究室(USML-1)を宇宙に運び、長期間の微小重力実験を行った。微小重力とは、地球の表面上よりも小さい重力加速度を表す。宇宙船の地球周回等の自由落下の際には、局所的な重力の効果が大きく減少し、微小重力環境を作る。
コロンビアの延長ミッションの間、科学者でもある乗組員はスペースラブ内部で作業を行い、30を超える微小重力実験や試験を行った。
ミッションの成果を最大化するため、実験は時計回りで行われた。将来のスペースシャトルや宇宙ステーションフリーダムで用いるコンセプトを実証する、流体力学、結晶成長、燃焼科学、生物科学、技術実証の5つの分野の実験が行われた。

### スペースラブ実験

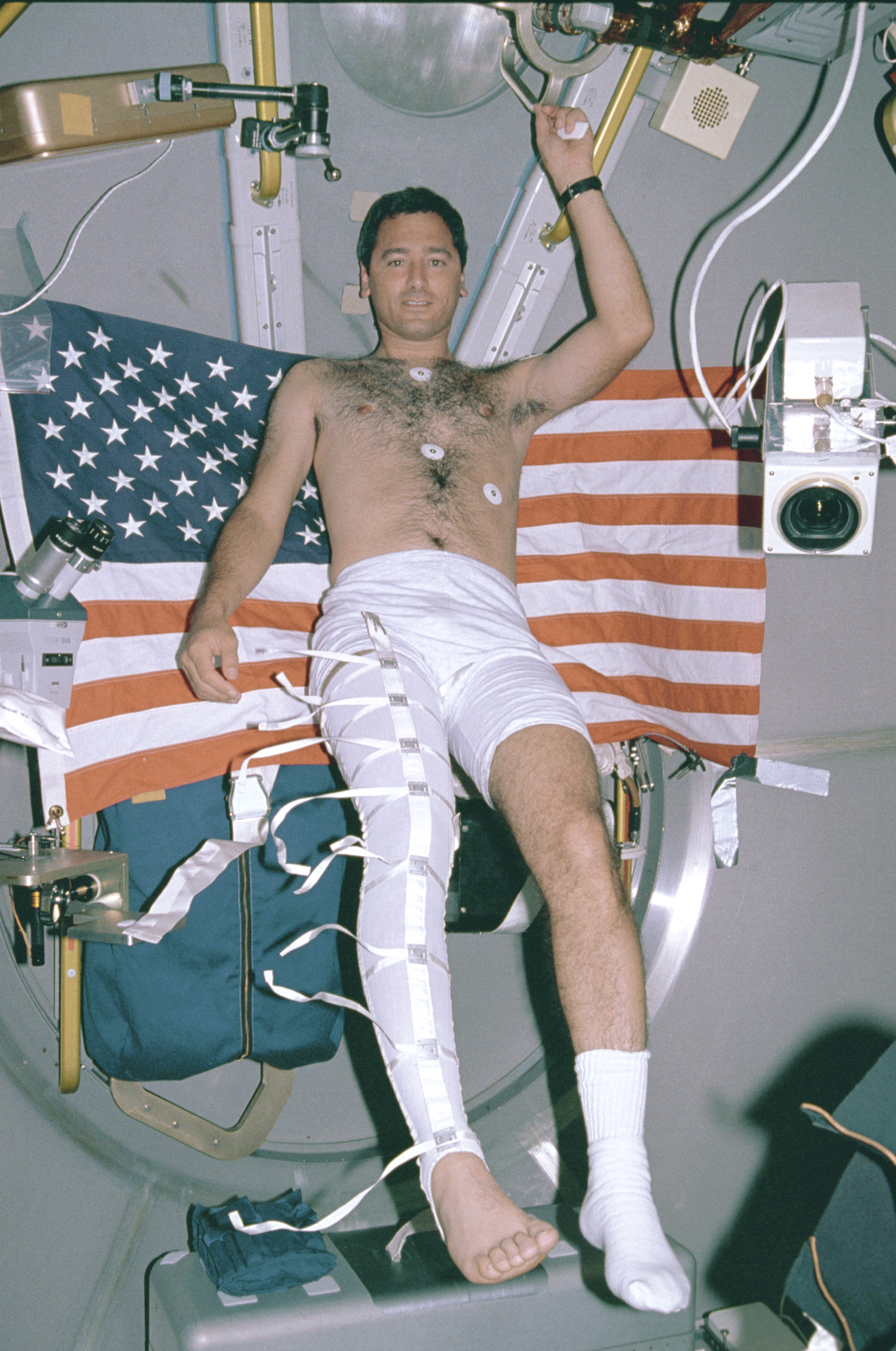
ミッション中、脚にプレチスモグラフを付けるデルカス

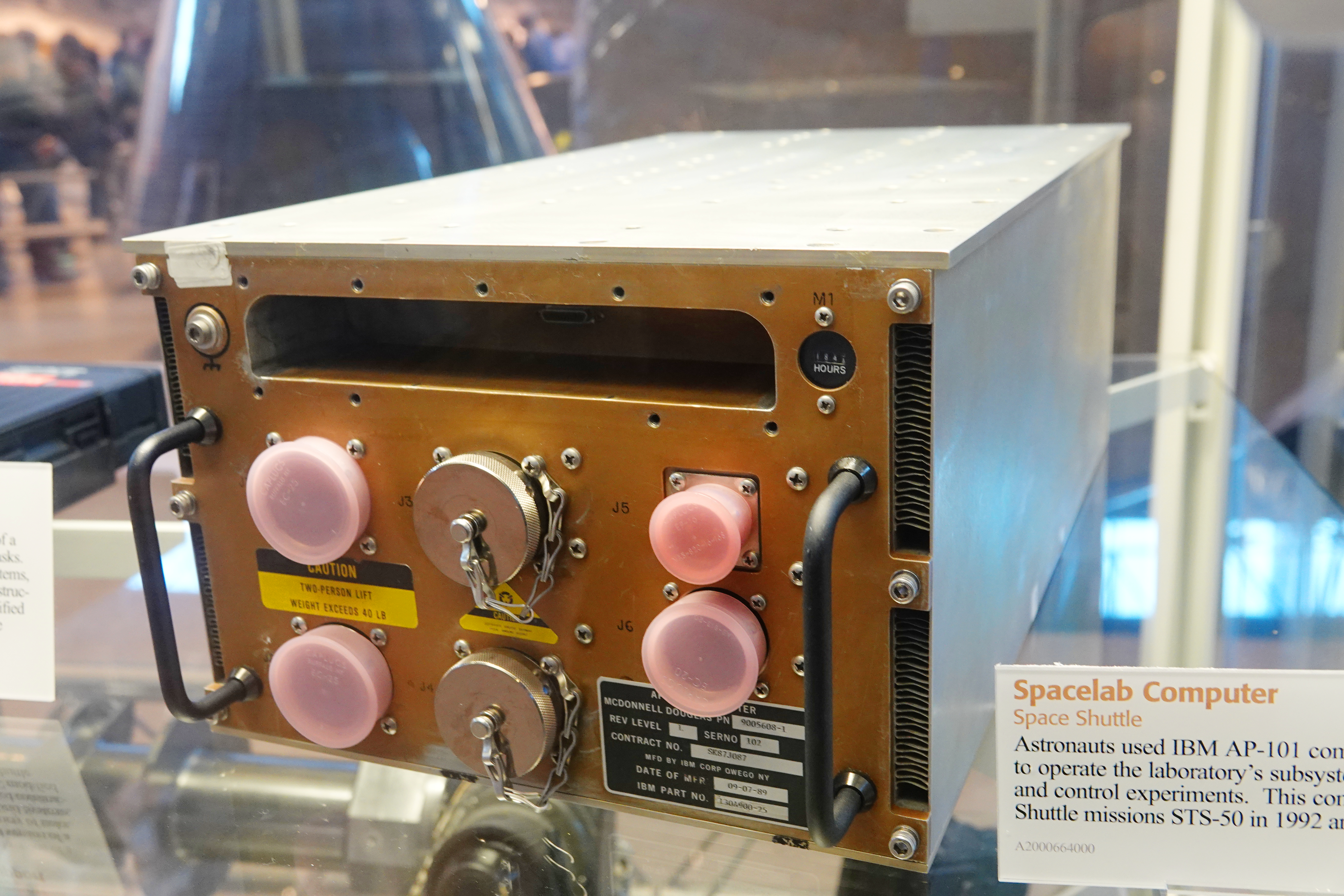
スペースラブのコンピュータ

Crystal Growth Furnace (CGF)は、微小重力での結晶成長を実験する再利用可能な施設である。1600℃までの温度で、最大6つのサンプルを自動で成長させられる。さらに、手動のサンプル交換で追加のサンプルを成長させることもできる。方向性凝固法と蒸気輸送法の2つの結晶成長法が用いられる。重力の影響のない結晶成長の組成や原子構造を分析することで、凝固の際の流体の流れと結晶成長の欠陥の相関に関する洞察を得ることができる。CGFでは、計画より3つ多い7つのサンプル286時間成長させられ、その中には2つのガリウムヒ素半導体結晶もあった。ガリウムヒ素結晶は、高速デジタル集積回路、光電子集積回路、固体レーザー等に用いられる。特別に設計された曲げやすいグローブボックスを用いてサンプルの交換に成功し、追加の実験が可能となった。
Surface Tension Driven Convection Experiment (STDCE)は、最新の装置を使用して、微小重力環境での多様な条件での液体表面の表面張力による流れに関する定量的データを取得した初めての宇宙実験である。液体表面での微妙な液体の流れを産み出すには、非常にわずかな表面温度の違いで十分である。熱キャピラリ流と呼ばれるこのような流れは、地球上の液体表面には存在する。しかし、地球上の熱キャピラリ流は、ずっと大きな浮力による流れに隠されるため、研究するのは非常に難しい。微小重力環境では、浮力による流れは大幅に減少し、熱キャピラリ流の研究が可能となる。STDCEでは、液体の曲表面での熱キャピラリ流を初めて観測し、表面張力が流体の動きの強力な原動力となっていることを示した。
Drop Physics Module (DPM)は、容器による干渉を受けずに液体の研究を可能とする。地球上の液体は、中に入れる容器の形になる。さらに、容器を作る材料が液体に化学的に混入する可能性がある。DPMは音波を利用し、チャンバの中央に液滴を保持する。このように液滴を研究することで、非線形動力学、表面張力波、表面レオロジー等の分野の基礎的な流体物理学理論を試験することができる。音波を操作することで、液滴を回転、振動、融合させたり、さらには分裂させることもできる。他の試験では、移植治療での利用が期待される、半透膜内に生細胞を封入する技術の確立のため、液滴の中に液滴がある複合液滴が初めて作られた。
グローブボックス施設は、もしかするとここ数年で導入された新しい実験装置の中で、最も多用途なものかもしれない。これにより、毒性、刺激性、感染性のものを含む、多くの異なる種類のサンプル、材料を直接触れずに扱えるようになった。グローブボックスは、クリーンなワークスペースに覗き窓がついており、操作用のグローブが組み込まれている。陰圧、濾過システム、ワークエリアにサンプルを出し入れするためのエントリードアでワークスペースの清浄さを保っている。主な用途は、タンパク質結晶の混合と成長の観察である。グローブボックスを用いて、成長の最適化のため、定期的に組成を入れ替えることが宇宙空間で初めて可能となった。グローブボックス内で行われた他の試験には、ろうそくの炎、繊維の引っ張り、粒子の分散、液体の表面対流、液体/容器の界面に関する研究が含まれていた。グローブボックスでは、16の試験とデモが行われた。また計画になかったGeneric Bioprocessing Apparatusの運用のバックアップの役割も果たした。
スペースラブで行われたその他の実験には、生体材料を扱う装置であるGeneric Bioprocessing Apparatus (GBA)がある。GBAでは、数mlの中で132の実験が行われた。この装置では、生細胞、廃棄物処理に用いられる微生物、アルテミアとスズメバチの卵の発達、ガン研究に用いられる医学試験モデル等が研究された。調査したサンプルの1つであるリポソームは、医薬品のカプセル化に使用できる球状構造で構成されている。これが適切に形成できると、腫瘍等の特定の組織に医薬品を届けるのに使えるようになる。
Space Acceleration Measurement System (SAMS)では、ミッション中の微小重力を測定する。これらのデータは、実験データに見られる影響が外乱によるものか否かを確認するのに非常に貴重である。SAMSは、20回以上のスペースシャトルのミッションで使われ、さらに3.5年間、ミールに置かれ、新しいバージョンのものが国際宇宙ステーションでも使われている。

### ミッドデッキでの微小重力実験
STS-50での実験はほとんどがUSML-1で行われたが、Protein Crystal Growth、Astroculture、Zeolite Crystal Growth等はコロンビアのミッドデッキで行われた。
Protein Crystal Growth実験は14回目のスペースシャトルでの実施となったが、USML-1により、グローブボックスを用いて初めて、最適な成長条件を実現できるようになった。HIV逆転写酵素複合体（AIDSの複製の鍵となる酵素）や因子D（ヒト免疫システムの重要酵素）を含む34のタンパク質から約300のサンプルが作られた。そのうち約40%のタンパク質についてX線結晶構造解析が行われた。大きさと収量の増加は、このミッションでは結晶の成長時間が長くなったためである可能性がある。X線結晶構造解析により各タンパク質の3次元構造が決定されると、合理的な薬物設計を通じて各タンパク質の活性を制御するのに役立つ。
Astroculture実験は、微小重力で植物の成長を支えるのに利用する水配送システムを評価するものである。宇宙での植物の成長は、人間の長期宇宙滞在にとって、食料、酸素の供給、水の浄化、二酸化炭素の除去等に有用である。微小重力では、地球上とは液体の振舞いが異なるため、地球上の植物への水供給システムは、微小重力環境では使えない。
Zeolite Crystal Growth実験は、グローブボックス内で混合された38の独立したサンプルを処理する。ゼオライトの結晶は、洗濯洗剤の添加物や廃棄物の浄化用途として、体液を浄化するために用いる。

### 滞在延長型オービタ

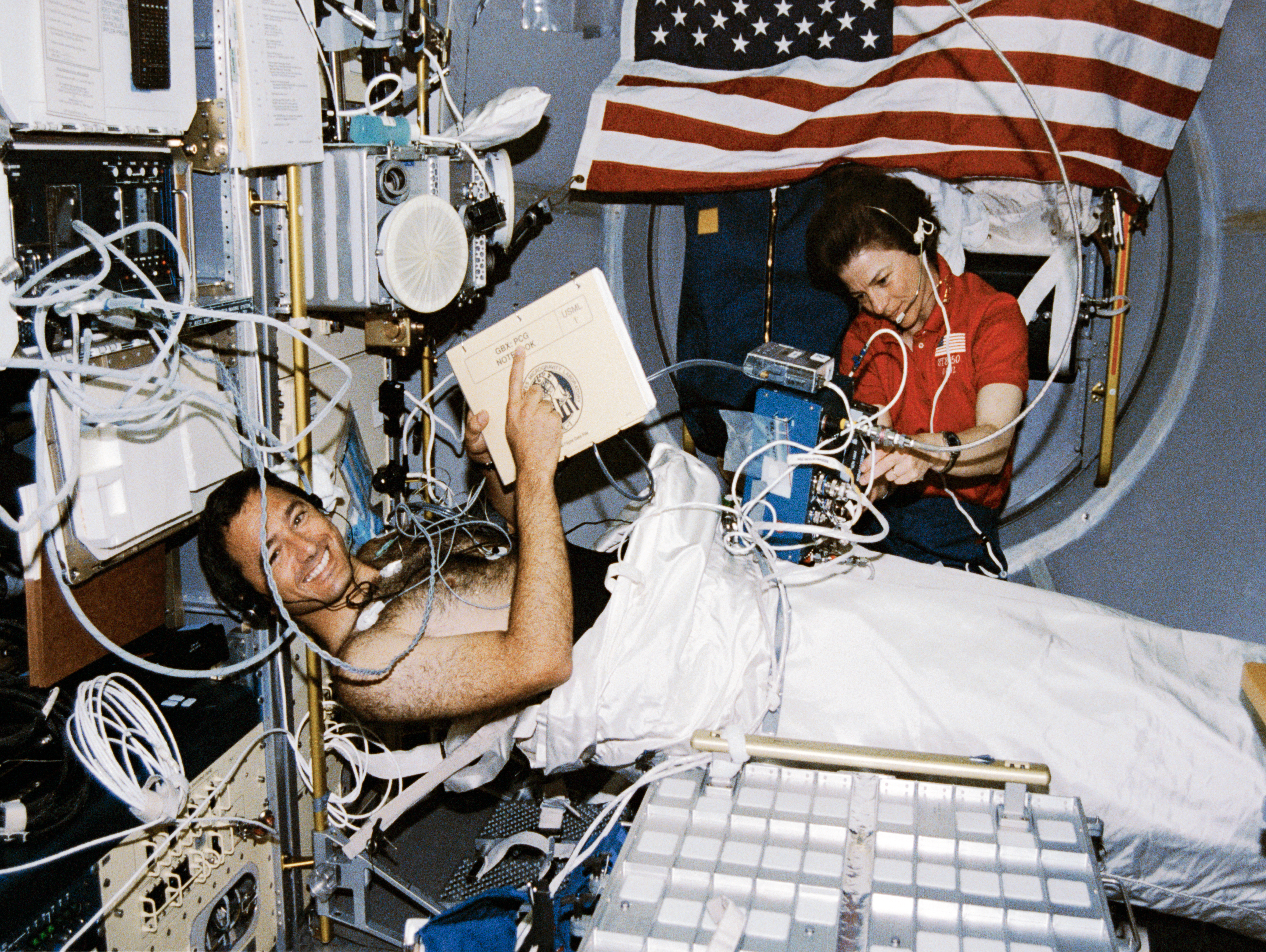
スペースラブ内のデルカスとダンバー

STS-50では、USML-1だけでなく、滞在延長型オービタも初飛行を行った。宇宙ステーションフリーダムでの数か月に渡る長期の滞在に備えるため、より長期の滞在を管理する実質的な経験が必要であった。スペースシャトルは通常、1週間から10日の宇宙飛行用であるが、滞在延長型オービタのおかげで、コロンビアはほぼ14日間も軌道に留まり、その後のコロンビアのミッションでは、1カ月に及ぶものもあった。推力のための水素と酸素のタンク、キャビン内の空気のための窒素タンク、キャビン内から二酸化炭素を回収する改良した再生システムからなっていた。
健康とパフォーマンスを調べるために、乗組員は、血圧、心拍数をモニターされ、飛行中のキャビン内の空気サンプルを採取した。また、宇宙で通常起きる体液の減少への対策として、Lower Body Negative Pressure (LBNP)を評価した。LBNPが24時間効果を持続すれば、大気圏再突入及び着陸時の乗組員のパフォーマンスは改善されることになった。

### その他のペイロード
STS-50乗組員は、Shuttle Amateur Radio Experiment (SAREX)も行った。この実験の間、乗組員は、アマチュア無線運用者、太平洋に出航するポリネシアの帆船のレプリカ、選ばれた世界中の学校とコンタクトを取ることができた。宇宙飛行士がジョンソン宇宙センターのアマチュア無線局(W5RRR)からアマチュアテレビを受け取ったのは、初めてのことと言われた。
Investigations into Polymer Membrane Processing (IPMP)実験は、かつて6回のスペースシャトルのミッションで飛行していた。質を向上させて医学や産業でフィルタとして用いるため、微小重力環境でのポリマー膜の形成が研究された。

## ミッション徽章
STS-50のミッション徽章には、無重力飛行中のスペースシャトルが描かれている。USMLのバナーがペイロードベイから伸びており、そこのスペースラブモジュールには、微小重力を表すμgという文字が書かれている。USMLの文字が星条旗の模様になっていること、またスペースシャトルの下に見える地球でアメリカ合衆国がハイライトされていることは、このミッションが全てアメリカ合衆国の科学ミッションであることを示している。

## デブリと微小隕石の衝突
コロンビアが直立する軌道は、微小重力の実験には最適な高度であるものの、スペースデブリと微小隕石による危険の面では、適しているとは言い難い。オービタには、40の衝突があり、そのうち8つは窓、3つは炭素繊維強化炭素複合材料製の翼の前縁に衝突した。

## 関連文献
Young, John W. (September 16, 2012). Forever Young: A Life of Adventure in Air and Space. University Press of Florida. pp. 432. ISBN 978-0813042091